# ریلدو دا کوستا مندز
ریلدو دا کوستا مندز (به پرتغالی: Rildo da Costa Menezes) (زادهٔ ۲۳ ژانویهٔ ۱۹۴۲ – درگذشتهٔ ۱۶ مهٔ ۲۰۲۱) مدافع اهل برزیل بود که در شهر ریسیف و در تاریخ ۲۳ ژانویهٔ ۱۹۴۲ به دنیا آمده‌است.
ریلدو دا کوستا مندز در تیم‌های فوتبال Recife سابقهٔ حضور دارد.